# Бас (цар Віфінії)
Бас (дав.-гр. Bας) (397 — 326 до н. е.) — цар Віфінії у 378 — 326 до н. е.
Бас був сином Ботира. Бас вважався першим незалежним правителем Віфінії. Він вдало відбив напад Каласа, одного з генералів Олександра Великого, і вправно відстоював незалежність Віфінії. Після його смерті десь у 328 році до н. е., влада перейшла до рук його сина Зіпойта.
1. ↑  Kirchner J. Boteiras // Kategorie:RE:Band III,1 — 1897.
2. ↑  Meyer E. Bas // Kategorie:RE:Band III,1 — 1897.